# Radulinus taylori
Radulinus taylori és una espècie de peix pertanyent a la família dels còtids.

## Descripció
- Fa 7,6 cm de llargària màxima.
- Nombre de vèrtebres: 33-35.[5][6]

## Hàbitat
És un peix marí, demersal i de clima temperat que viu entre 5-50 m de fondària (normalment, entre 5 i 18).

## Distribució geogràfica
Es troba al Pacífic nord-oriental: des del sud-est d'Alaska fins al nord de Washington.

## Observacions
És inofensiu per als humans.